# Coleophora parasalmani
Coleophora parasalmani é uma espécie de mariposa do gênero Coleophora pertencente à família Coleophoridae.